# Верхняя Ахтуба
Верхняя А́хтуба — исчезнувшее село в Волгоградской области. Село располагалось вдоль левого берегу реки Ахтуба. В настоящее время территория села является юго-восточной частью города Волжский.

## История
Основано в 1720 году крестьянами, которых поселил здесь Пётр I, приказавший устроить здесь государственный (казенный) шелковый завод. Уже позднее сюда бежали от помещиков крепостные крестьяне. Беглые крестьяне называли себя безродными или же не помнящими родства. Они нанимались работать на Ахтубинский шелковый завод, после чего им присваивали новую фамилию, и беглецы оставались жить в селе.
В 1799 году была образована Пришибенская волость, куда в числе прочих вошло село Безродное. Вся волость переводилась на производство шелковых коконов на дому, отдельно в каждом хозяйстве, с обязательной сдачей коконов на завод. Для этого вводились определенные льготы: давался надел земли в две десятины для выпаса скота, все посаженные деревья отдавались в их собственность, уменьшилась подать государству, сыновья освобождались от рекрутства. Однако постепенно шелководство на Ахтубе приходило в упадок. В 1800 году правительство по просьбе крестьян обратило их в казенных возчиков эльтонской соли.
В 1859 году в селе Безродном (Верхне-Ахтубинское) Царевского уезда Астраханской губернии имелось 525 дворов, имелась 1 православная церковь, сельское училище, почтовая станция, проживали 1881 душа мужского и 2012 женского пола. Численность населения быстро увеличивалась. Согласно Памятной книжке Астраханской губернии на 1914 год в селе Верхнеахтубинском проживало 4704 мужчины и 4902 женщины. Село являлось центром Верхне-Ахтубинской волости Царевского уезда Астраханской губернии.
В 1919 году село в составе Царевского уезда было включено в состав Царицынской губернии. В 1928 году включено в состав Среднеахтубинского района Нижне-Волжского края (с 1934 года — Сталинградского края, с 1936 года — Сталинградской области, с 1962 года — Волгоградской области).
В период коллективизации в Верхней Ахтубе был организован колхоз «Пролетарий», который позднее разукрупнён, на его основе были созданы колхозы «Безбожник», позже переименованный в «Большевик», «Красный буксир» и «Красный Октябрь».
В 1952 году в связи со строительством Сталинградской ГЭС население села было переселено в районный центр посёлок Средняя Ахтуба.

## Население
| 1859 | 1897 | 1904 | 1908 | 1911 | 1914 |
| ---- | ---- | ---- | ---- | ---- | ---- |
| 3893 | 5642 | 8120 | 9173 | 9606 | 9606 |